# Angela Winkler

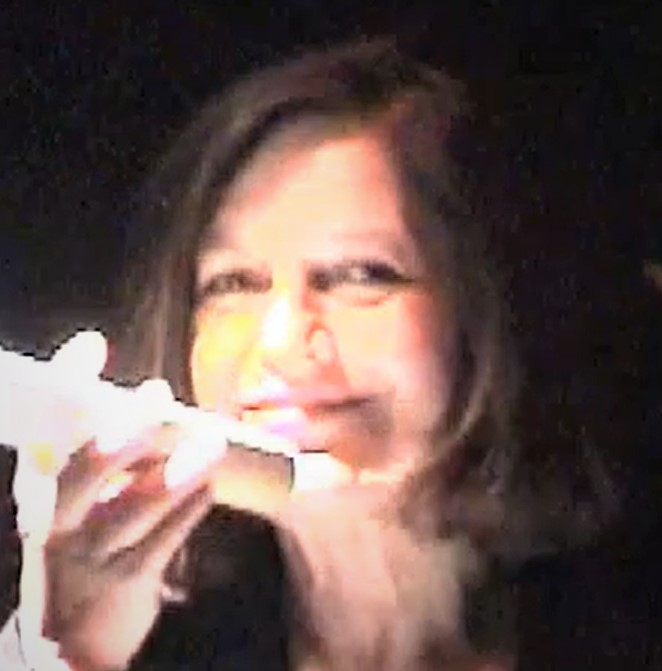
Angela Winkler, 2009

Angela Winkler (* 22. Januar 1944 in Templin) ist eine deutsche Theater- und Filmschauspielerin, die unter anderem durch ihre Auftritte im Neuen Deutschen Film bekannt wurde. Für ihre Titelrolle in Die verlorene Ehre der Katharina Blum erhielt sie 1976 das Filmband in Gold.

## Herkunft und Laufbahn
Angela Winkler wuchs als mittleres von fünf Kindern in Templin und Erlangen auf. Ihre Mutter war Hamburgerin und hatte Klavier und Gesang studiert; ihr Vater kam 1949 aus russischer Kriegsgefangenschaft zurück. Von 1954 bis 1962 besuchte Winkler in Erlangen das Gymnasium. Mit siebzehn Jahren brach sie die Schule ab, um Schauspielerin zu werden. Zunächst absolvierte sie eine Ausbildung als medizinisch-technische Assistentin in Stuttgart. 1964 begann sie an der Hochschule für Musik und Darstellende Kunst Stuttgart ein Schauspielstudium, das jedoch bereits nach zwei Monaten endete. Auf Vermittlung ihrer Mitstudenten kam sie nach München und nahm Schauspielunterricht bei Ernst Fritz Fürbringer und Hanna Burgwitz. Ihre Reifeprüfung bestand sie bei der Bühnengenossenschaft.
1967 erhielt Angela Winkler ihr erstes Theaterengagement in Kassel, anschließend spielte sie in Castrop-Rauxel. Nachdem Winkler bereits in Fernsehfilmen mitgewirkt hatte, gab sie 1969 ihr Leinwanddebüt als Dienstmädchen Hannelore in Peter Fleischmanns Filmdrama Jagdszenen aus Niederbayern. Über diesen entdeckte der Theaterregisseur Peter Stein sie für die Berliner Schaubühne, wo Winkler von 1971 bis 1978 spielte.
Ihr nächster Film, Die verlorene Ehre der Katharina Blum von Volker Schlöndorff und Margarethe von Trotta nach einer Erzählung von Heinrich Böll, machte sie 1975 bei Kritikern und Publikum zum Schauspielstar des Neuen Deutschen Films. Für ihre Darstellung der Katharina Blum erhielt sie 1975 den Deutschen Kritikerpreis und wurde 1976 mit dem Filmband in Gold ausgezeichnet. 1979 spielte sie die Mutter von Oskar Matzerath in Schlöndorffs oscarprämierter Filmadaption Die Blechtrommel des gleichnamigen Romans von Günter Grass und wurde damit auch international bekannt.
Zwischenzeitlich konzentrierte sich Winkler auf die Theaterarbeit und erschien nur selten auf der Leinwand oder im Fernsehen. Unter anderem arbeitete sie mit Peter Zadek, der sie 1999 als Hamlet und 2004 als Mutter von Peer Gynt am Berliner Ensemble besetzte. In den 2010er Jahren trat sie wieder öfter in Filmen auf, unter anderem in Tom Tykwers Komödie Drei (2010), Matti Geschonnecks Literaturverfilmung In Zeiten des abnehmenden Lichts (2017) und Luca Guadagninos Neuverfilmung (2018) des Horrorklassikers Suspiria. Im Fernsehen stand Winkler in den letzten Jahren für mehrere Krimireihen vor der Kamera und spielte in der ersten deutschen Netflix-Serie, Dark (2017), die Rolle der Großmutter Ines Kahnwald.
Im Jahr 2008 hielt Winkler anlässlich der Gedenkstunde zum Tag des Gedenkens an die Opfer des Nationalsozialismus in Vertretung von Lenka Reinerová eine Rede vor dem Deutschen Bundestag. Seit 2010 ist sie Mitglied der Akademie der Künste Berlin.
2010 trat Winkler mit Max Raabe, Thomas Quasthoff und Udo Samel mit dem Volkslieder-Programm Die Gedanken sind frei auf. 2011 erschien ihr Musikalbum Ich liebe dich, kann ich nicht sagen, auf dem sie unter anderem Chansons von Barbara und Édith Piaf und Songs von Sophie Hunger und Element of Crime interpretiert.

## Privates
Angela Winkler lebt mit dem Bildhauer Wigand Witting in Berlin und Frankreich und ist Mutter von vier Kindern. Ihre Tochter Nele wurde mit einem Down-Syndrom geboren; sie ist ebenfalls Schauspielerin und tritt im Berliner RambaZamba-Theater auf.

## Filmografie (Auswahl)
- 1968: Der blaue Strohhut (Fernsehfilm)
- 1969: Jagdszenen aus Niederbayern
- 1970: Gefährliche Neugier
- 1975: Die verlorene Ehre der Katharina Blum
- 1978: Die linkshändige Frau
- 1978: Messer im Kopf
- 1978: Deutschland im Herbst
- 1979: Die Blechtrommel
- 1979: Letzte Liebe – Regie: Ingemo Engström
- 1981: La Provinciale – Regie: Claude Goretta
- 1983: Danton
- 1983: Heller Wahn – Regie: Margarethe von Trotta
- 1984: Ediths Tagebuch – Regie: Hans W. Geißendörfer
- 1984: Die Grenze – Regie: Leon de Winter
- 1991: Bronsteins Kinder
- 1992: Benny’s Video
- 1994: Ein letzter Wille (Fernsehfilm)
- 1995: Der Kopf des Mohren – Regie: Paulus Manker
- 1998: Die Bubi-Scholz-Story (Fernsehfilm) – Regie: Roland Suso Richter
- 2006: Spreewaldkrimi: Das Geheimnis im Moor (Fernsehfilm)
- 2006: Das Haus der schlafenden Schönen
- 2007: Die Flucht (Fernsehfilm)
- 2007: Ferien – Regie: Thomas Arslan
- 2010: Drei
- 2011: Hell
- 2011: Brot (Kurzfilm)
- 2013: Meine Schwestern – Regie: Lars Kraume
- 2014: Die Wolken von Sils Maria (Sils Maria)
- 2014: Altersglühen – Speed Dating für Senioren
- 2014: Sin & Illy Still Alive – Regie: Maria Hengge
- 2015: Das Gewinnerlos (Fernsehfilm)
- 2015: Hannah Arendt – Die Pflicht zum Ungehorsam (Vita Activa: The Spirit of Hannah Arendt, Stimme)
- 2015: Desaster
- 2015: Uns geht es gut
- 2016: Tatort: Fünf Minuten Himmel (Fernsehfilm)
- 2017: Kommissar Dupin: Bretonischer Stolz (Fernsehfilm)
- 2017: Hausbau mit Hindernissen (Fernsehkomödie)
- 2017: Tatort: Amour Fou (Fernsehfilm)
- 2017: In Zeiten des abnehmenden Lichts
- 2017: Dark (Fernsehserie, 5 Episoden)
- 2018: Suspiria
- 2018: Helen Dorn: Schatten der Vergangenheit (Fernsehfilm)
- 2019: Polizeiruf 110: Dunkler Zwilling (Fernsehfilm)
- 2019: Preis der Freiheit (Fernseh-Dreiteiler)
- 2021: Immer der Nase nach (Fernsehfilm)
- 2021: Tatort: Murot und das Prinzip Hoffnung
- 2021: Kranitz – Bei Trennung Geld zurück (Fernsehserie, eine Folge)
- 2023: Sisi & Ich

## Theater
- 1996: Der Kirschgarten von Anton Tschechow (Burgtheater, Wien) – Regie: Peter Zadek
- 1999: Hamlet von William Shakespeare (Wiener Festwochen) – Regie: Peter Zadek
- 2000: Rosmersholm von Henrik Ibsen (als Rebekka West, am Burgtheater, Wien) – Regie: Peter Zadek – Nominierung zum Nestroy-Theaterpreis Beste Schauspielerin
- 2002: Anatol von Arthur Schnitzler (als Gabriele, am Burgtheater, Wien) – Regie: Luc Bondy
- 2003: Die Nacht des Leguan von Tennessee Williams (als Hannah Jelkes, am Burgtheater, Wien) – Regie: Peter Zadek
- 2003: Mutter Courage und ihre Kinder von Bertolt Brecht (als Mutter Courage, am Deutschen Theater Berlin) – Regie: Peter Zadek
- 2004: Peer Gynt von Henrik Ibsen (als Aase, am Berliner Ensemble) – Regie: Peter Zadek
- 2005: Ein Wintermärchen von William Shakespeare (als Paulina, am Berliner Ensemble) – Regie: Robert Wilson
- 2007: Die Dreigroschenoper von Bertolt Brecht (als Jenny, am Berliner Ensemble) – Regie: Robert Wilson
- 2011: Lulu nach Frank Wedekind (als Lulu, am Berliner Ensemble) – Regie: Robert Wilson
- 2015: Faust I und II von Johann Wolfgang von Goethe (als Stimme von Homunkulus, am Berliner Ensemble) – Regie: Robert Wilson
- 2021: Eurotrash von Christian Kracht (als Mutter, an der Schaubühne am Lehniner Platz, Berlin) – Regie: Jan Bosse
- 2021 und 2022: Jedermann von Hugo von Hofmannsthal (Mutter von Jedermann), Salzburger Festspiele – Regie: Michael Sturminger

## Hörspiele
- 2002: Volker Braun: Die 14. Provinz – Regie: Barbara Plensat (Hörspiel – SFB-ORB)
- 2013: E. M. Cioran: Vom Nachteil, geboren zu sein – Regie: Kai Grehn (Hörspiel – SWR)
- 2015: Astrid Litfaß: Aus dem Leben der Nachtmulle (Monika) – Regie: Andrea Getto (Hörspiel – RBB)
- 2018: Etel Adnan: Nacht – Bearbeitung: Klaudia Ruschkowski und Giuseppe Maio, Regie: Giuseppe Maio (Hörspiel – DLF)

## Auszeichnungen
- 1975: Deutscher Kritikerpreis in der Sparte Film
- 1976: Deutscher Filmpreis als Beste Darstellerin in Die verlorene Ehre der Katharina Blum
- 1987: Kulturpreis der Stadt Erlangen
- 1996: Kainz-Medaille der Stadt Wien für ihre Rolle in Der Kirschgarten
- 1999: Nominierung Deutscher Fernsehpreis als Beste Schauspielerin Nebenrolle in Die Bubi-Scholz-Story
- 1999: Schauspieler des Jahres der Zeitschrift Theater heute
- 2001: Nominierung Nestroy-Theaterpreis als Beste Schauspielerin als Rebekka West in Rosmersholm
- 2001: Gertrud-Eysoldt-Ring für Beste Schauspielerin als Rebekka West in Rosmersholm
- 2015: Auszeichnung der Deutschen Akademie für Fernsehen in der Kategorie Schauspielerin Nebenrolle für Das Gewinnerlos
- 2019: Deutscher Schauspielpreis – Theaterpreis[5]
- 2023: Götz-George-Preis[6]

## Filmdokumentation
- 2011: Einfach und Stolz – Die Schauspielerin Angela Winkler. 85 Min., Regie: Christoph Rüter. * Inhaltsangabe bei Christoph Rüter Filmproduktion

## Publikationen
- 2019: Mein blaues Zimmer: Autobiographische Skizzen, gemeinsam mit Brigitte Landes, Kiepenheuer & Witsch, Köln 2019, ISBN 978-3-462-04823-0